# Пишпекладањ
Пишпекладањ (мађ. Püspökladány) град је у Мађарској. Пишпекладањ је значајан град у оквиру жупаније Хајду-Бихар.
Пишпекладањ има 15.117 становника према подацима из 2004. године.

## Географија
Град Пишпекладањ се налази у источном делу Мађарске. Од престонице Будимпеште град је удаљен око 190 километара источно, а од најближег већег града, Дебрецина, 50 километара југозападно. Град се налази у источном делу Панонске низије и нема излаз на реку или језеро. Надморска висина града је око 85 метара.

## Галерија
- Градска железничка станица